# Župnija Pirniče
Župnija Pirniče je rimskokatoliška teritorialna župnija dekanije Ljubljana - Šentvid nadškofije Ljubljana. 
V Zgornjih Pirničah stoji župnijska cerkev Marije Vnebovzete, s podružničnima cerkvama: cerkev sv. Križa v Spodnjih Pirničah in cerkev sv. Tomaža, apostola, v Zgornjih Pirničah.